# Freeze my Love
«Freeze my Love» es el cuarto sencillo de la banda GLAY. Fue lanzado el 25 de enero de 1995.

## Canciones
1. Frezze My Love
2. REGRET
3. Freeze My Love (instrumental)